# Aubignosc
Aubignosc (provenzalisch: Aubinhòsc) ist eine südostfranzösische Gebirgsgemeinde mit 624 Einwohnern (Stand 1. Januar 2022) im Département Alpes-de-Haute-Provence in der Region Provence-Alpes-Côte d’Azur.

## Geografie
Aubignosc liegt in den Französischen Alpen am orografisch rechten Ufer der Durance, 104 Kilometer nordöstlich von Marseille und 22 Kilometer nordwestlich von Digne-les-Bains, dem Sitz der Präfektur des Départements Alpes-de-Haute-Provence. Nachbargemeinden von Aubignosc sind Peipin im Norden, Salignac im Nordosten, Volonne im Südosten und Châteauneuf-Val-Saint-Donat im Süden. Das Gemeindegebiet umfasst 1500 Hektar, die mittlere Höhe beträgt 881 Meter über dem Meeresspiegel, die Mairie steht auf einer Höhe von 483 Metern.
Aubignosc ist einer Klimazone des Typs Cfb (nach Köppen und Geiger) zugeordnet: Warmgemäßigtes Regenklima (C), vollfeucht (f), wärmster Monat unter 22 °C, mindestens vier Monate über 10 °C (b). Es herrscht Seeklima mit gemäßigtem Sommer.

## Geschichte
Der Archäologe André Müller leitete die Grabungen, die 1987 bis 1989 vor dem Bau der Autoroute A 51 im lieu-dit Ponchonière durchgeführt wurden. Dabei wurde eine prähistorische Stätte aus der Mittel- und Jungsteinzeit entdeckt, die eine Fläche von 35.000 Quadratmetern hat.
Die archäologischen Grabungsstätten sind alle im Tal der Durance, wo auch der Verlauf der Via Domitia vermutet wird. 1988 wurden etwa 500 Meter südwestlich vom Weiler Les Rouvières einige Tegulæ aus gallo-römischer Zeit (52 v. Chr. bis 486 n. Chr.) gefunden. 1962 wurde im Ortskern ein Grab aus gallo-römischer Zeit bei Straßenbauarbeiten gefunden. Im lieu'dit Les Présidentes nordöstlich von Ponchonière wurden Reste von Gebäuden gefunden, die bis zum Ende des 3. Jahrhunderts bewohnt waren. Ein weiteres Gebäude wurde bei einer Ausgrabung in den Jahren 1993 und 1994 gefunden.

## Bevölkerungsentwicklung
| Jahr                       | 1962 | 1968 | 1975 | 1982 | 1990 | 1999 | 2009 | 2018 |
| Einwohner                  | 169  | 192  | 262  | 286  | 403  | 428  | 547  | 599  |
| Quellen: Cassini und INSEE |      |      |      |      |      |      |      |      |

## Sehenswürdigkeiten
In der Kirche Saint-Julien befindet sich ein als Monument historique denkmalgeschütztes Gemälde aus dem 18. Jahrhundert. Das Bild zeigt die Jungfrau mit dem Kinde und die Heiligen Rochus von Montpellier sowie Ignatius von Loyola. Der Sockel eines Weihwasserbehälters in der Kirche ist ein gallo-römischer Altar, der dem Silvanus geweiht war.

## Wirtschaft und Infrastruktur
1983 wurde ein Silo und andere Gebäude für eine landwirtschaftliche Genossenschaft gebaut, die hauptsächlich mit Getreide handelt.
Auf dem Gemeindegebiet gelten kontrollierte Herkunftsbezeichnungen (AOC) für Banon (Käse), Olivenöl (Huile d’olive de Provence und de Haute-Provence) und Lavendelöl (Huile essentielle de lavande de Haute-Provence) sowie geschützte geographische Angaben (IGP) für Lammfleisch (Agneau de Sisteron), Honig (Miel de Provence), Einkorn (Petit épeautre de haute Provence), Einkornmehl (Farine de petit épeautre de haute Provence) und Weine der Bezeichnung Alpes-de-Haute-Provence und Méditerranée.
Der nächste Bahnhof befindet sich im sieben Kilometer entfernten Sisteron.